# Metanolo deidrogenasi
La metanolo deidrogenasi è un enzima appartenente alla classe delle ossidoreduttasi, che catalizza la seguente reazione:
metanolo + NAD+ ⇄ formaldeide + NADH + H+